# Scott Cary
Scott Russell Cary (4 de abril de 1923 - 28 de fevereiro de 2011) foi um jogador de beisebol norte-americano que atuava pelo Washington Senators, que hoje corresponde ao Minnesota Twins.